# Fontaine-lavoir de Lomont
La fontaine-lavoir de Lomont est une fontaine située à Lomont, en France.

## Localisation
La fontaine est située sur la commune de Lomont, dans le département français de la Haute-Saône.

## Historique
L'édifice est inscrit au titre des monuments historiques en 1980.

## Galerie

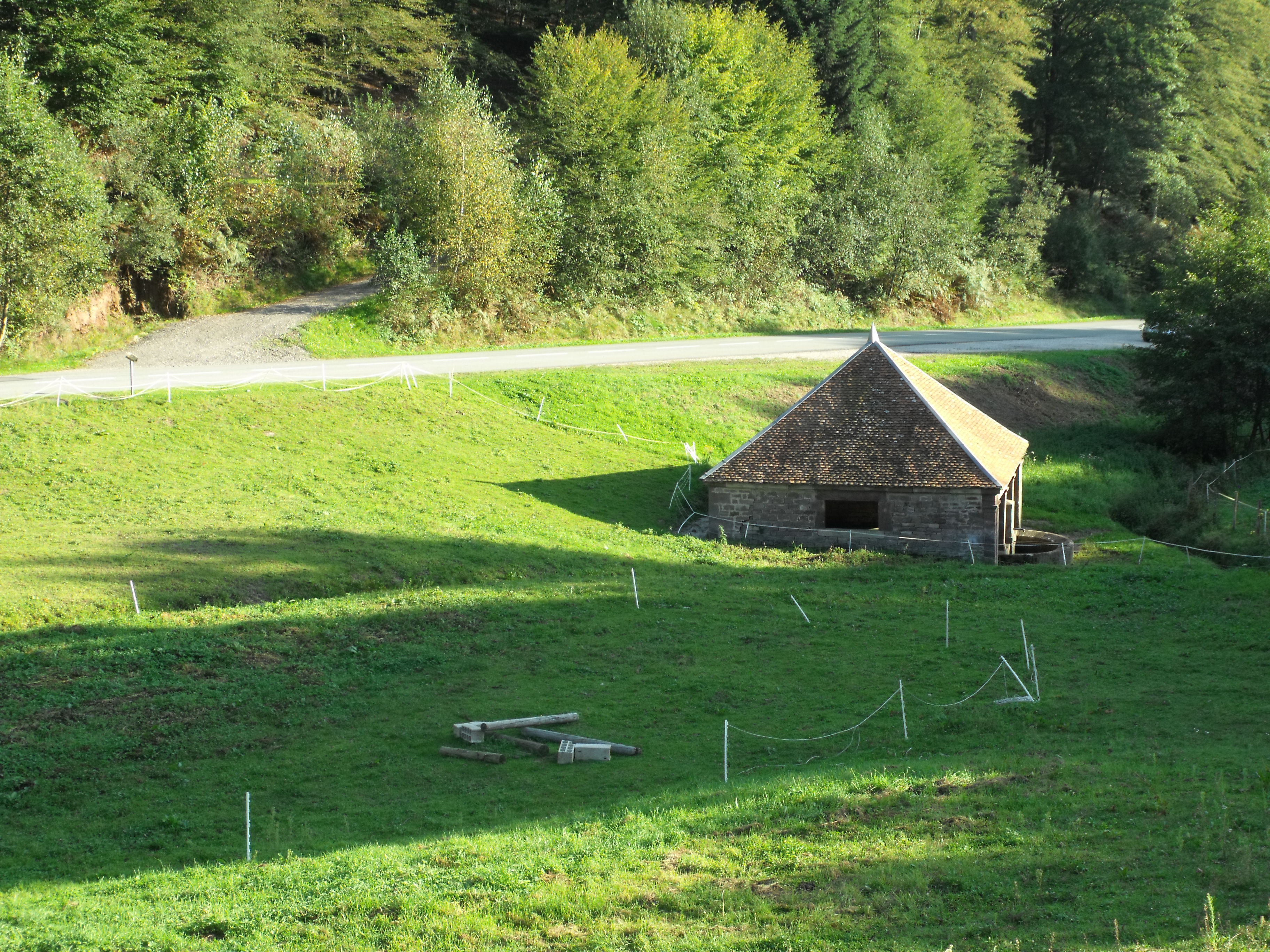
Vue générale
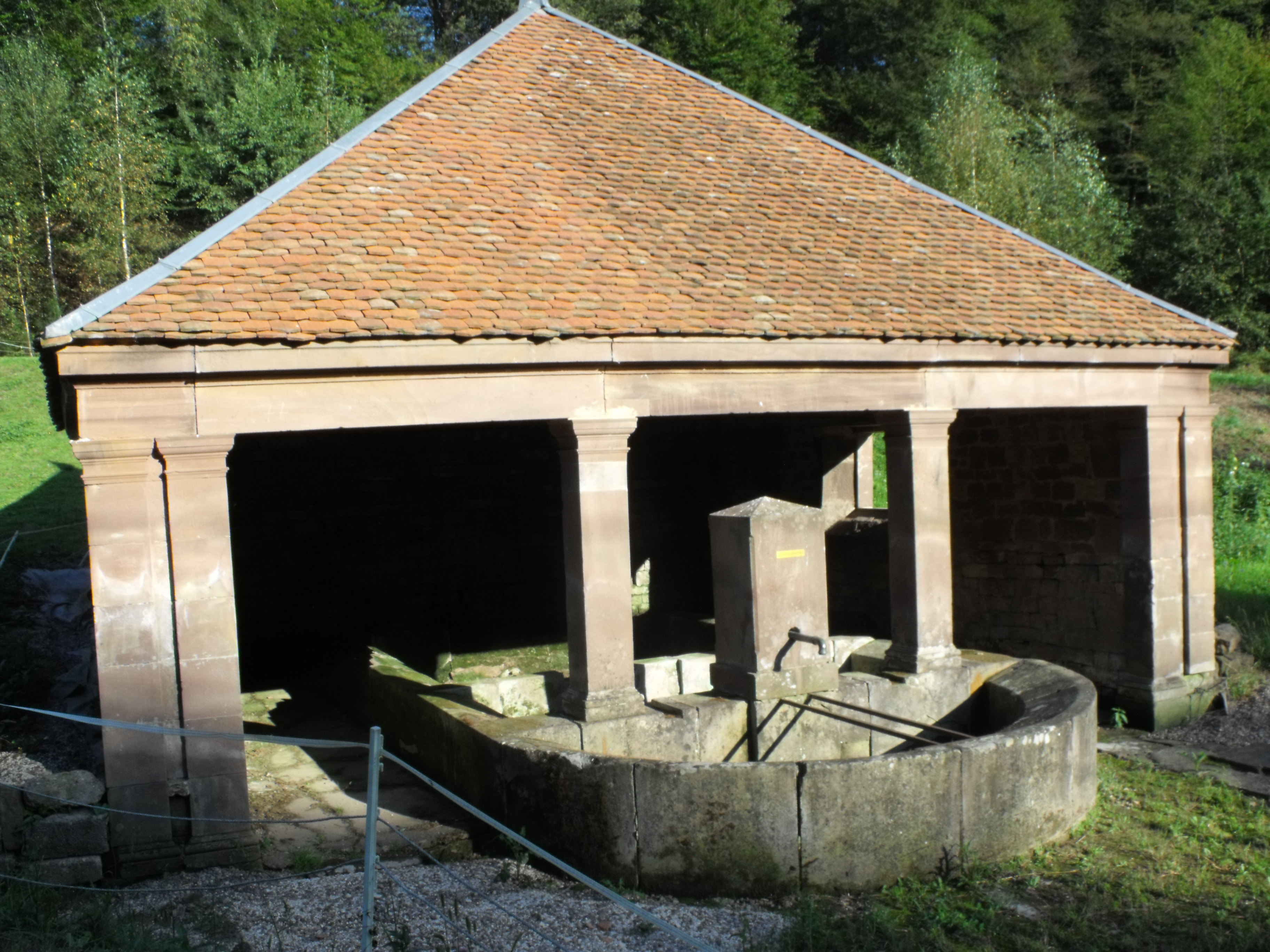
La fontaine-lavoir